# Gmina Radoboj
Gmina Radoboj (chorw. Općina Radoboj) – gmina w Chorwacji, w żupanii krapińsko-zagorskiej. W 2011 roku liczyła 3387 mieszkańców.